# 幸福 (1981年の映画)
『幸福』（こうふく）は、1981年10月10日に公開された日本映画。製作はフォーライフ・東宝映画の提携。監督は市川崑。併映作品は、『アモーレの鐘』。

## 製作
監督を担当した市川崑は、長年男親の話の映画化を企画していた。一方、主演した水谷豊は、市川を監督に映画を1本作りたいと考えていた。先に話を持ち掛けたのは水谷だったが、市川は企画内容が乗り切れず、当時公開されていた米国映画の『クレイマー、クレイマー』のような話を企画していると打ち明けた所、水谷が「ミス・キャストでもいいから、ぜひやりたい」と乗り気となり、熱意に絆された市川が受ける形で製作が始まった。市川の企画は構想を練っている段階であったため、話の核として急遽、エド・マクベインの『87分署シリーズ』の1つである『クレアが死んでいる』を原作に、強引に親子の話と合体させる脚本が作られ、原作では話の中心ではないキャレラ刑事に相当する役を水谷が演じ、男親話にするためにキャレラの妻などの不要なキャラを除外する等、大幅な改変が行われた。また、話の日常性部分に女性の視点を入れたい市川の要望で、以前に市川が演出を担当した毎日放送版『源氏物語』で脚本に関わった大藪郁子が脚本に参加した。撮影は東京の足立区や北区を中心に、ほぼオールロケで行われたが、市川は撮影に当たってモノクロでの撮影を提案した。しかし、製作会社のフォーライフから、「後にテレビ放送する約束事がある。白黒だと高く売れないのでカラーにしてくれ」と反対され、市川は「カラーにするなら降板する」と断ったが、フォーライフ側に「そこを何とかならないか」と食い下がられ、折衷案として、かつて自作『おとうと』（1960年）で試みた特殊現像処理法「銀残し（シルバー・カラー）」に再度挑戦することになった。ただし、『おとうと』の銀残しはフィルムがアグファカラーで、東京現像所での作業だったが、本作の銀残しはフィルムがイーストマンカラーで、東洋現像所での作業だったためにノウハウが活かせず、一から作業をやり直す破目になり、試行錯誤を繰り返すことになった。市川は後年、「テスト、テストの繰り返しで大変だった。ちょっとした現象の加減で、色抜きができたり、できなかったり……。本音を言うと、白黒の方がさらに良かったんだろうと思います」と感想を述べている。
1985年7月20日にフジテレビ『ゴールデン洋画劇場』で短縮版が一度だけ放映されたが、権利上の問題から以降の放映はなく、ソフト化もされていなかった。2009年に東京国立近代美術館フィルムセンターが復元版35ミリプリントを製作・上映したのを機に、その秋ソフト化が実現した（DVD・BDのハイブリッド形式）。更に日本映画専門チャンネルでもハイビジョン放映された。

## あらすじ
ある日、町中の小さな書店にて、銃撃による無差別殺人事件が起きる。村上刑事、北刑事、野呂刑事が現場に駆け付けた時には既に犯人は逃走し、3名の被害者が残されていた。大学教授の雨宮、会社員の遠藤、そして北刑事の恋人中井庭子であった。3名の内、雨宮と庭子は即死しており、遠藤は「うどーや」と言う、謎の言葉を残し他界する。刑事達は当初、北刑事の婚約者であった庭子の関係者を重点的に捜査する。社会福祉員を目指す大学生の庭子は、身寄りの無いという中年女性（車崎るい）に同情して彼女の自宅に足繁く出向いていたのだが、銃撃事件の後、るいの娘・車崎みどりの死体が発見され、銃撃事件との関連性が疑われる。みどりは不良グループのリーダーである実兄・車崎吾一の子を身ごもっていた。みどりは、やむを得ず庭子の手配で堕胎するも、手術の経過が悪く、庭子の用意した宿泊施設に行けず、荒川の土手で死亡していたのだ。尚、庭子は当初みどりの堕胎に反対するも、母親るいの頼みで仕方なく医師の手配をしていたこともわかった。車崎家のアパートを訪れた村上刑事に対して、吾一が暴力を働いた傷害事件も含め、警察はみどりの死亡事件と今回の銃撃殺人事件の関連性を疑うも、それ以上は何も出なかった。
次に、被害者の一人である遠藤の遺品から「蕎麦屋の見取り図」が見つかる。これにより遠藤が脱サラして蕎麦屋を始める計画であった事が判明する。遠藤は関西の出身で、関西では蕎麦屋を「うどん屋」と呼ぶ場合がある事から、ダイイング・メッセージの「うどーや」は「うどん屋」であった事が分かった。更に遠藤の銀行口座を調べたところ、400万円の小切手が安田と言う蕎麦屋の店主に渡っていた事が判明する。これらの捜査事実から、遠藤と共同経営者になる契約を交わしていた蕎麦屋の店主（安田）が銃撃事件の容疑者として浮上する。安田の店は既にギャンブルで多重の抵当に入っていた事や、安田は遠藤から400万円の小切手をだまし取って現金化し競輪・競艇に浪費していた事も分かった。安田の財政状態を知った遠藤は安田に出資金の返済を求め、詐欺行為の発覚により行き詰まった安田は、モデルガンを改造した手製拳銃を入手して、遠藤の殺害を計画し、後の2人は巻き添えとなったことが事件の全容であった。
村上刑事はさまざまな人間模様、そして家庭を顧みずに妻に逃げられた自分の幼い子供たち（信と勉の姉弟）を見て、幸福についてしみじみと考えるのだった。

## キャスト
- 村上刑事：水谷豊
- 北刑事：永島敏行
- 野呂刑事：谷啓
- 中井庭子：中原理恵
- 村上信：永井英理
- 村上勉：黒田留以
- 車崎るい：市原悦子
- 舟津川良子：草笛光子
- 中井長作：浜村純
- 剣持刑事課長：加藤武
- 千石刑事：常田富士男
- 小田切刑事：河合信芳
- 福祉センター職員：小林昭二
- 女医：新橋耐子
- 雨宮の妻：佐々木すみ江
- 遠藤の妻：三條美紀
- 車崎吾一：倉崎青児
- 車崎みどり：川上麻衣子
- 鳴沢正雄：桜井勝
- 女子学生：青地公美
- 徳丸館の主人：三谷昇
- ムチウチ病の刑事：辻萬長
- 蕎麦屋の店主（安田）：阿藤快
- 看護婦A：宇野喜代
- 看護婦B：古俣敦子
  - <役名不明の演者>：冨田浩太郎、上田忠好、山田パンダ、内山守彦、広瀬正一、武内文平、早田文次、諸岡青二、加茂正、倉地雄平

## スタッフ
- 原作：エド・マクベイン「クレアが死んでいる」
- 監督：市川崑
- 脚本：日高真也、大藪郁子、市川崑
- 音楽：石川鷹彦、岡田徹
- 主題歌：「幸福（しあわせ）ロンリーハート」
  - 作詞：松本隆、作曲：柴野繁幸、編曲：石川鷹彦、唄：ロブバード
- 製作：後藤由多加、馬場和夫、黒井和男
- プロデューサー：小倉斉、坂本敏夫
- 撮影：長谷川清
- 照明：佐藤幸次郎
- 色彩計測：岡田久広
- 美術：村木忍
- 録音：大橋鉄矢
- 編集・記録：土屋テル子
- 協力：ダイヤルサービス・子ども110番
- タイトル製作：デン・フィルム・エフェクト
- 助監督：橋本伊三郎
- 製作担当：森知貴秀
- スチール：橋山直己
- 衣装：斉藤育子
- 現像：東洋現像所

## 受賞
- 第55回キネマ旬報ベスト・テン日本映画第第6位、主演男優賞（永島敏行）
- 第36回毎日映画コンクール日本映画優秀賞
- 第24回ブルーリボン賞ベスト・テン選出
- 年間代表シナリオ選出
- 文化庁優秀映画選出
- 昭和56年度芸術祭参加作品